# Puerto Edén
Puerto Edén (en kawésqar Jetarktétqal) es un poblado de la zona austral de Chile, situado al sur del golfo de Penas sobre la costa E de la isla Wellington y sobre la ribera occidental del paso del Indio.
Administrativamente pertenece a la provincia Última Esperanza de la XII Región de Magallanes y la Antártica Chilena.
Desde hace aproximadamente 6000 años sus costas fueron habitadas por indígenas canoeros, antecesores del pueblo kawésqar. A comienzos del siglo XXI este pueblo prácticamente había desaparecido a causa de las emigraciones y sedentarización propiciadas por los misioneros a principios del siglo XX y de las muertes por enfermedades y asesinato que se produjeron luego del contacto con cazadores de lobos marinos y otras gentes llegadas a su territorio.

## Límites
El puerto se forma en la costa oriental de la isla Wellington y queda abrigado por el este por las islas  Morton, Dulce y Carlos, esta última de 46 metros de altura, las que dejan tres accesos llamados accesos Norte, Este y Sur. Al centro de la bahía está el islote Edén. Al NNW del islote Edén se alza el cerro Jenkins de 134 metros y hacia el WNW del mismo otra cumbre de 524 metros.

## Fondeaderos
Ofrece fondeadero seguro para todo tipo de naves en 55 metros de profundidad, fondo de fango. Abrigado de los vientos del tercero y cuarto cuadrante. Es un surgidero muy empleado por los buques que deben esperar condiciones favorables de marea, luz y tiempo para navegar la angostura Inglesa.

## Recursos
Se puede extraer agua de un riachuelo cercano a las torres de la ex radioestación. En el puerto hay abundante leña y uno de los principales recursos de los lugareños es la pesca.

## Señalización marítima
Existen balizas de enfiliación para tomar el puerto y el fondeadero. En el islote Edén y en la isla Carlos hay instalados faros automáticos. En el centro del puerto hay una boya de amarre. Al ENE del faro isla Carlos está ubicada la zona de espera de práctico para el cruce de la angostura Inglesa.

## Historia
A contar de 1520, con el descubrimiento del estrecho de Magallanes, pocas regiones han sido tan exploradas como la de los canales patagónicos. En las cartas antiguas la región de la Patagonia, entre los paralelos 48° y 50° Sur, aparecía ocupada casi exclusivamente por una gran isla denominada “Campana” separada del continente por el “canal de la nación Calén”, nación que se supuso existió hasta el siglo XVIII entre los paralelos 48° y 49° de latitud sur.
Desde mediados del siglo XX esos canales son recorridos con seguridad por grandes naves de todas las naciones, gracias a los numerosos reconocimientos y trabajos hidrográficos efectuados en esas peligrosas costas.
Por más de 6.000 años estos canales y sus costas han sido recorridas por indígenas nómades canoeros. Hay dos hipótesis sobre su llegada a los lugares de poblamiento. Una, que procedían del norte siguiendo la ruta de los canales chilotes y que atravesaron hacia el sur cruzando el istmo de Ofqui. La otra es que procedían desde el sur y que a través de un proceso de colonización y transformación de poblaciones cazadoras terrestres, procedentes de la Patagonia Oriental, poblaron las islas del estrecho de Magallanes y subieron por los canales patagónicos hasta el golfo de Penas. 
En 1937 la Fuerza Aérea de Chile construyó una estación de apoyo a una línea aérea experimental de hidroaviones que uniría las ciudades de Puerto Montt y Punta Arenas. Alrededor de esta estación se reunió espontáneamente la dispersa población kawésqar, a contar de esa fecha los indígenas comenzaron a vivir en forma permanente alrededor del puerto, cambiando su tradicional estilo de vida nómade por el sedentario por lo que el lugar con el tiempo se transformó en un pequeño pueblo que con fecha 17 de febrero de 1969 fue refundado oficialmente para integrarlo al sistema nacional poblacional.
A principios del siglo XXI el pueblo cuenta con una escuela básica, un jardín familiar, posta de salud, registro civil, retén de carabineros, capitanía de puerto, biblioteca pública, guardería de la Corporación Nacional Forestal, como también cobertura de agua potable y luz eléctrica, teléfono público satelital, estación repetidora de televisión y radio FM.
El pueblo es aprovisionado por los transbordadores que hacen el servicio Puerto Montt-Puerto Natales y por buques de la Armada de Chile. En él, viven la mayoría de los descendientes de los kawésqar quienes ofrecen sus artesanías a los barcos. La principal actividad económica es la pesca, la extracción de cholgas y los servicios públicos. En el pueblo se preparan y comercializan cholgas ahumadas.

## Telefonía móvil
El pueblo cuenta con telefonía 2G y 3G de Entel. Las demás compañías no llegan al sector.